# Preußische Liebesgeschichte
Preußische Liebesgeschichte è un film del 1938 diretto da Paul Martin.

## Produzione
Il film fu prodotto dall'Universum Film (UFA). Venne girato dall'11 luglio al settembre 1938 a Schmiedeberg, allo Schloß Ruhberg (Riesengebirge).

## Distribuzione
Fu distribuito dalla Central-Europäischer-Filmverleih (Münich).